# 清河街道 (阜阳市)
清河街道，是中华人民共和国安徽省阜阳市颍州区下辖的一个乡镇级行政单位。

## 行政区划
清河街道下辖以下地区：
清河社区、双清社区、奎星苑社区、三里岗社区、中清社区、贾庄社区、西清社区、万霖社区、十里井村和沿河村。